# McDonald-Observatorium
Koordinaten: 30° 40′ 17,4″ N, 104° 1′ 21,4″ W

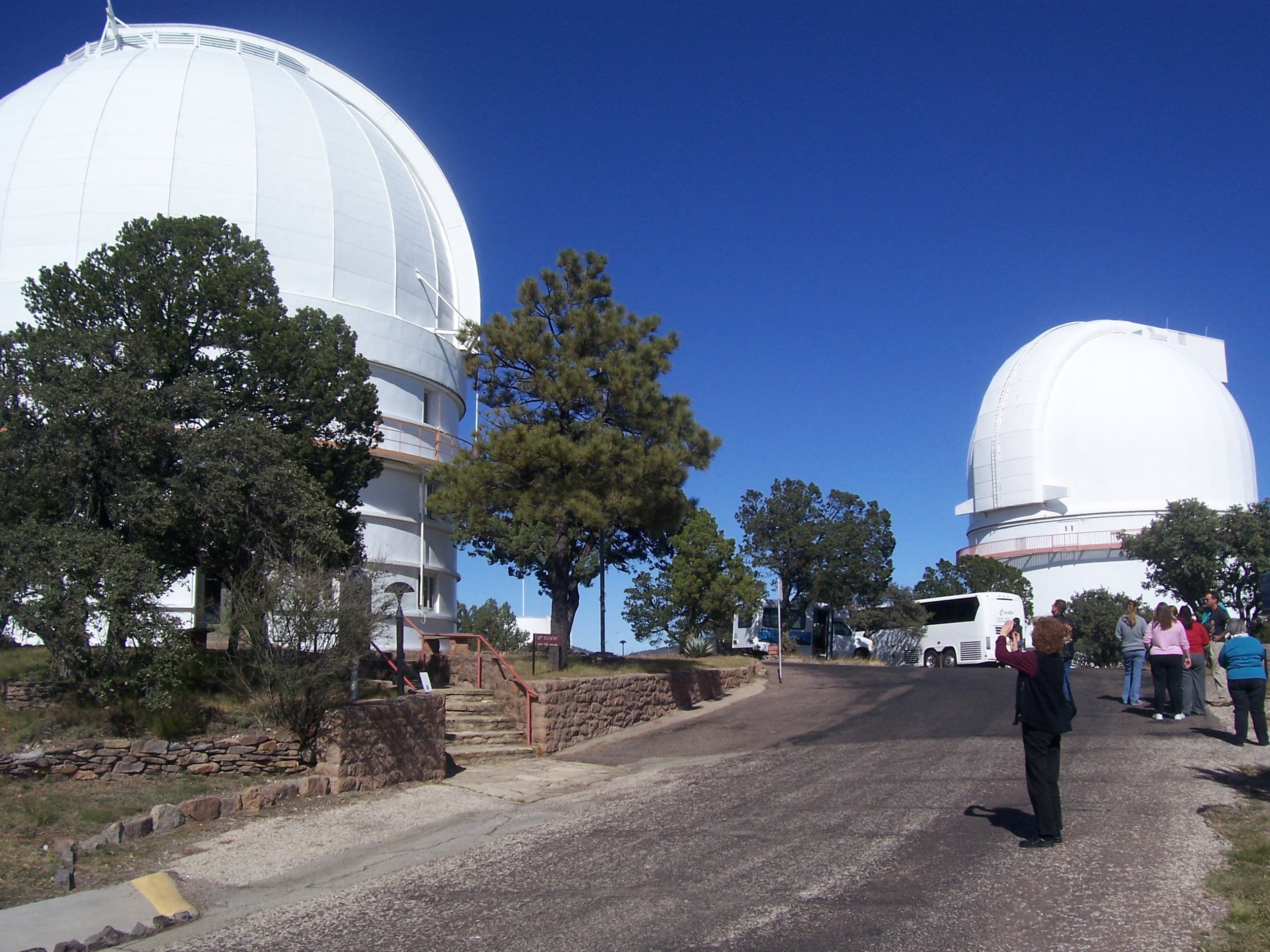
McDonald-Observatorium – 2,1-m-Otto-Struve-Teleskop (82") und 2,7-m-Harlan-J.-Smith-Teleskop (107")

Das McDonald-Observatorium in 2104 Meter Höhe auf dem Mount Locke, nahe der Stadt Fort Davis in den „Davis Mountains“ von Texas, USA. Das Gelände ist im Besitz der University of Texas at Austin und wird größtenteils durch die Universität finanziert, zu einem geringeren Teil durch die Vermietung von Beobachtungszeit an den Teleskopen. Das Observatorium ist mit einer Anzahl von Instrumenten zur Abbildung und Spektroskopie des Weltalls im sichtbaren und infrarotem ausgestattet, des Weiteren hat es die erste Laser-Mond-Entfernungsmessungseinrichtung. McDonald arbeitet, obwohl es Verwaltungstechnisch separiert ist, mit der Astronomie-Abteilung der University of Texas at Austin zusammen.
Die Forschungsbereiche am McDonald-Observatorium decken viele Themen und Projekte ab, beispielsweise Planetensysteme, Stern- und Sonnenspektroskopie, interstellarer Raum, extragalaktische Phänomene und theoretische Astronomie.

## Geschichte
Das McDonald-Observatorium ist eine Stiftung des texanischen Bankiers William Johnson McDonald (1844–1926), der 1,1 Millionen Dollar (den Großteil seines Vermögens) der University of Texas zur Ausstattung eines astronomischen Observatoriums überließ. Diese testamentarische Verfügung wurde von den Angehörigen McDonald’s gerichtlich angefochten; nach einer längeren Auseinandersetzung begannen die Bauarbeiten. Das 2,1-m-Teleskop wurde am 5. Mai 1939 eingeweiht, es war zu seiner Zeit das zweitgrößte Teleskop der Welt. Bis in die 1960er Jahre wurde das Observatorium von der University of Chicago geleitet, danach übernahm die Führung die University of Texas at Austin, mit dem Direktor Harlan J. Smith.

## Teleskope
- Hobby-Eberly-Teleskop mit einer Apertur von 9,2 m
- Harlan-J.-Smith-Teleskop mit einer Apertur von 2,7 m
- Otto-Struve-Teleskop mit einer Apertur von 2,1 m
- 0,8-m-Teleskop

des Weiteren
- Ein 0,9-m-Teleskop, früher für Forschung benutzt, dient heute Besuchern.
- Auf dem Gelände befindet sich eines der zwei 1,2-m-MONET-Teleskope
- eines der vier 0,45-m-ROTSE-Teleskope

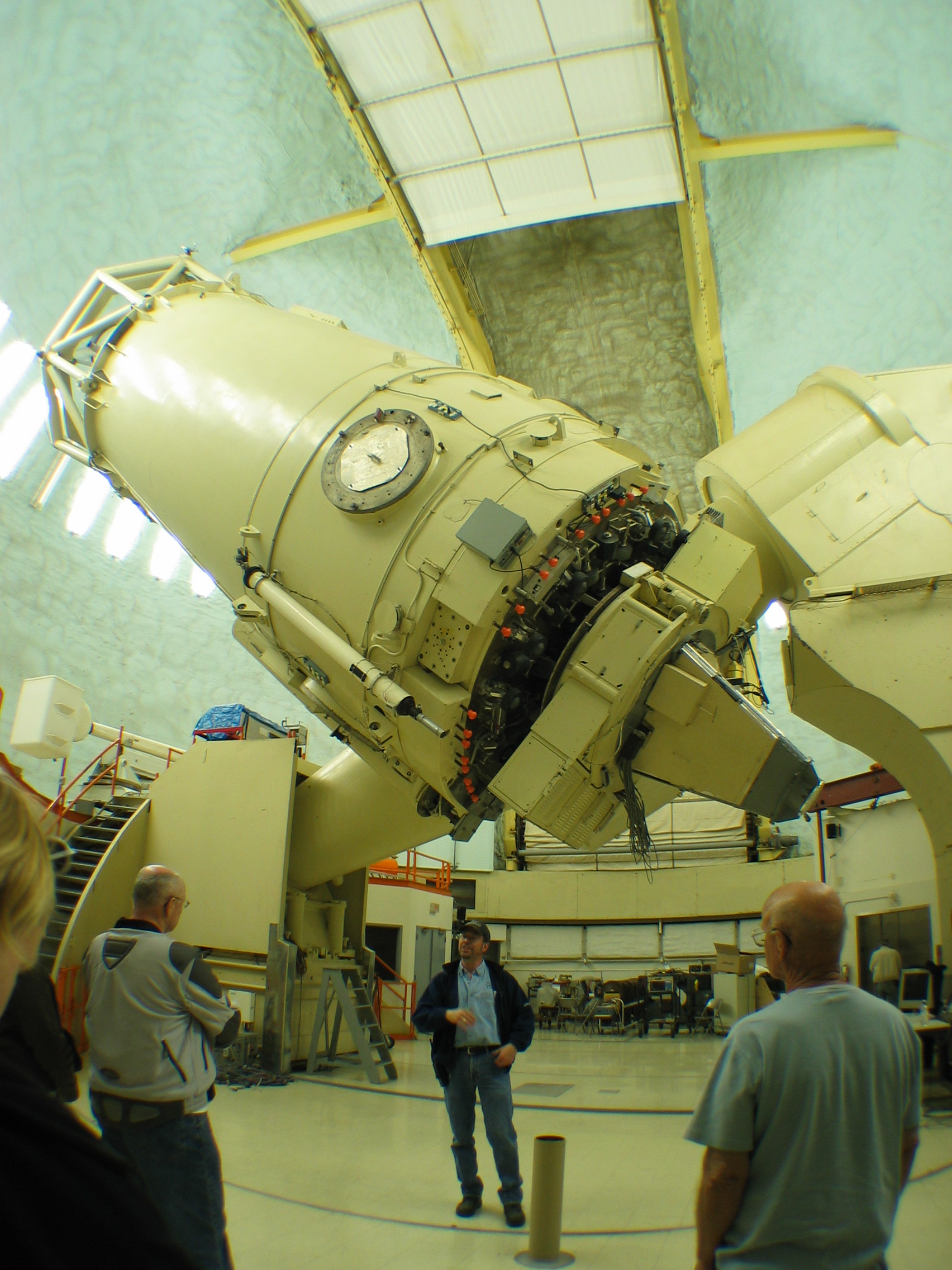
Innenansicht der Halle des Harlan-J.-Smith-Teleskops
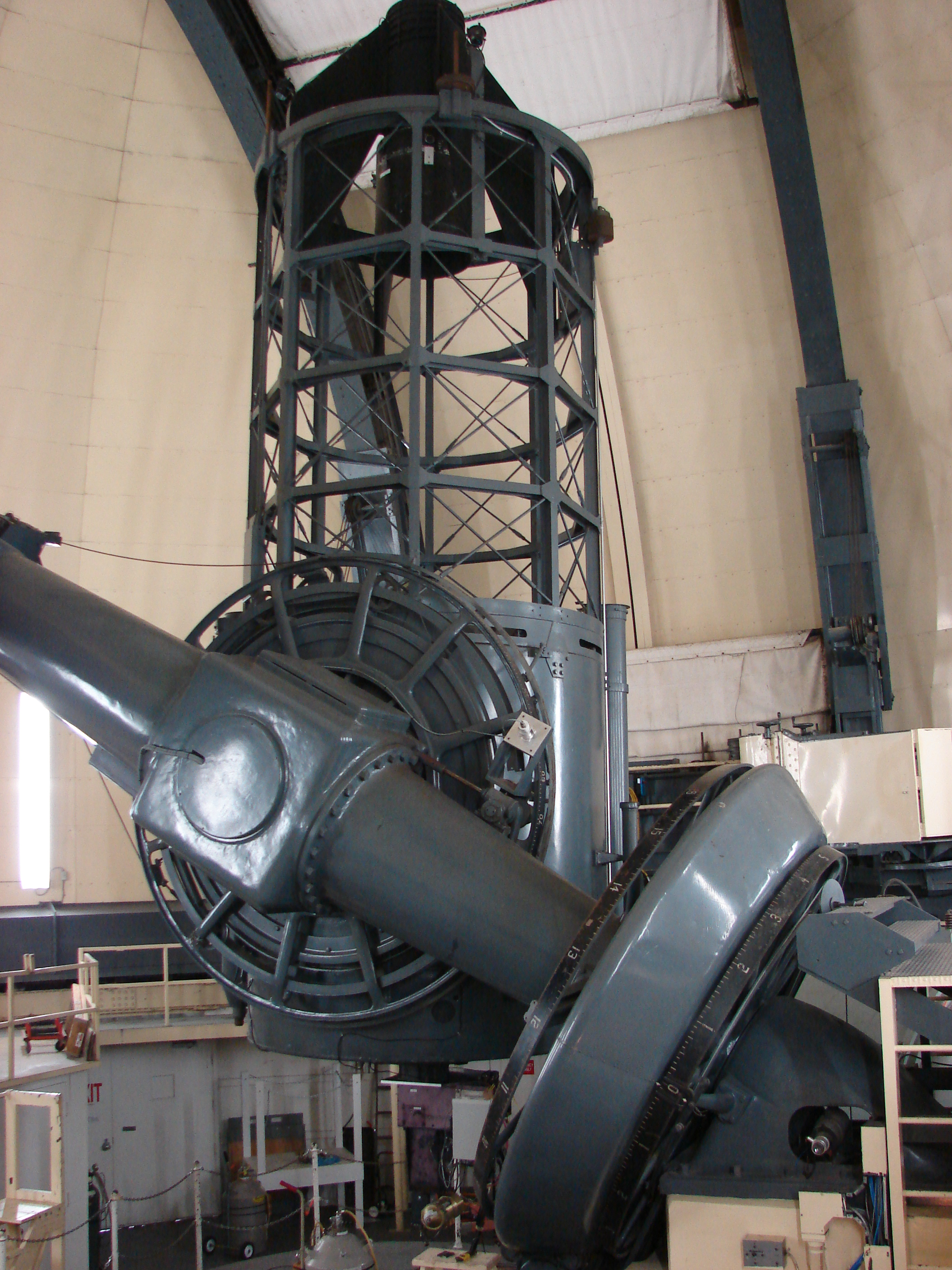
…und des Otto-Struve-Teleskop

## Besuch
Das Besucherzentrum bietet neben einem Café und Geschenkeladen eine interaktive Ausstellung. Ebenfalls werden täglich Sonnenbeobachtungen und Touren zu den größten Teleskopen durchgeführt. Sehr populär sind abendliche Sternenparties, wobei die Besucher die Möglichkeit haben, zusätzlich zu den genannten Angeboten auch einen Blick durch die großen Teleskope auf die Sterne zu werfen.